# Graham Price
Pour les articles homonymes, voir Price.

a Compétitions nationales et continentales officielles uniquement.

b Matchs officiels uniquement.
Dernière mise à jour le 1 février 2025.
Graham Price est né le 24 novembre 1951 à Moascar (à proximité de Ismaïlia, Égypte). C’est un ancien joueur de rugby à XV, qui a joué avec l'équipe du pays de Galles de 1975 à 1983, évoluant au poste de pilier. 

## Carrière
Graham Price joue son premier test match le 18 janvier 1975, contre l'équipe de France, et son dernier test match fut aussi contre la France, le 19 mars 1983.
Avec Charlie Faulkner et Bobby Windsor, il forme une première ligne emblématique du Pontypool RFC, et de la sélection galloise.
Il dispute également douze test matchs avec les Lions britanniques, en 1977 et 1983 (contre les All Blacks) et en 1980 (contre les Springboks).

## Palmarès
- Sélections en équipe nationale : 41
- Sélections par année : 5 en 1975, 4 en 1976, 4 en 1977, 7 en 1978, 4 en 1979, 5 en 1980, 5 en 1981, 4 en 1982 et 3 en 1983
- Tournois des Cinq Nations disputés : 1975, 1976, 1977, 1978, 1979, 1980, 1981, 1982, 1983,
- Vainqueur du tournoi des cinq nations en: 1975, 1976, 1978, 1979
- Grand Chelem en 1976 et 1978